# Chahwang-myeon
Chahwang-myeon (koreanska: 차황면) är en socken i den södra delen av Sydkorea, 250 km söder om huvudstaden Seoul.  Den ligger i kommunen Sancheong-gun i provinsen Södra Gyeongsang.